# 태사비애
태사비애(殆死悲愛)는 여성 보컬 그룹이다. 2007년 데뷔 당시 멤버는 비애(박희경), 유애였으나 2008년 3월 유애가 탈퇴하고 새 멤버 지애를 영입하였다. 현재 멤버는 황은지(신디)이다. 소속사는 SC엔터테인먼트이다. 그룹 이름은 "죽을만큼 슬픈 사랑"을 뜻한다.

## 음반

### 정규
- 《請태사비애가》 - 2010년 3월 11일
- 《가슴속에 핀 꽃처럼 (SIND 2)》- 2010년 5월 3일

### 비정규
- 《殆死悲愛歌:태사비애가》 - 2007년 3월 17일
- 《殆死悲愛歌 II》 - 2007년 9월 11일
- 《#殆死悲愛歌 III》- 2007년 12월 17일
- 《그래도 좋아 Part 2》- 2008년 1월 25일
- Top Voice Project One - 2008년 3월 13일
- 《사랑해》 - 2008년 4월 16일
- 《줄래》 - 2008년 7월 10일
- 《나는 아직도》 - 2008년 9월 24일
- 《흔들리지마 Part 2》 - 2008년 11월 4일
- 《내 친구가 내 남자를 알아요》 - 2008년 11월 12일
- 《행복하라고 Part2》 - 2009년 1월 20일

### 싱글
- 〈내 사랑〉 - 2008년 8월 8일
- 〈어쩌다 널〉 - 2009년 3월 12일
- 〈마법같은 사랑〉 - 2009년 4월 30일
- 〈사랑에 빠졌어〉- 2009년 5월 22일
- 〈연인할래요〉- 2009년 5월 29일
- 〈어머 어머 어머〉 - 2009년 6월 18일
- 〈이노래를들으면〉 - 2009년 9월 10일
- 〈아이러브유〉 - 2009년 11월 10일
- 〈헤어졌어요〉- 2010년 7월 6일
- 〈사랑해 저 빛처럼 꺼지지 않게〉- 2010년 9월 7일
- 〈어느 영화처럼〉- 2010년 11월 16일
- 〈당신께 이노래를 불러 드릴께요〉- 2011년 1월 28일
- 〈당신께 이노래를 불러 드릴께요 2〉- 2011년 4월 20일
- 〈사랑은 사람을 변하게 만들어〉- 2011년 6월 10일
- 〈010-7120-7984〉- 2011년 7월 15일
- 〈짝〉- 2011년 8월 11일
- 〈연애에 필요한 세가지 테크닉〉- 2011년 9월 9일
- 〈010-4721-2485〉- 2011년 11월 14일
- 〈이 또한 지나가리라〉- 2012년 1월 2일
- 〈내가 사랑한 너 너를 사랑한 나〉- 2012년 1월 20일
- 〈사랑합니다 당신을 사랑합니다〉- 2012년 2월 28일
- 〈변한거니〉- 2012년 4월 13일
- 〈신데렐라의 꿈〉- 2012년 8월 13일